# Ahlfeldiet
Het mineraal ahlfeldiet is een secundair gehydrateerd nikkel-kobalt-seleniet, met de chemische formule (Ni,Co)SeO3·2H2O. Het mineraal is appelblauwzeegroen tot bruin en heeft een monokliene kristalstructuur.
Ahlfeldiet werd ontdekt in 1935 en wordt voornamelijk aangetroffen in Bolivia. Het werd genoemd naar de Duitse geoloog Friedrich Ahlfed.